# 2020 au Belize
Chronologie du Belize
- 2016
- 2017
- 2018
- 2019
- 2020
- 2021
- 2022
- 2023
- 2024

Cet article présente les faits marquants de l'année 2020 au Belize.

## Gouvernement
- Monarque : Élizabeth II
- Gouverneur général : Colville Young
- Premier ministre : Dean Barrow puis Johnny Briceño[1]
- Vice-Premier Ministre : Cordel Hyde[1]
- Ministre des Affaires étrangères : Wilfred Elrington puis Eamon Courtenay[1]
- Ministère de l'Intérieur : Kareem Musa[1]
- Ministre de la Défense nationale et sécurité des frontières : Florencio Marin Jr.[1]
- Ministre de la Fonction publique, de la réforme constitutionnelle et politique : Henry Charles Usher[1]
- Ministre de la Transformation rurale, du Développement communautaire, du Travail et du gouvernement local : Oscar Requeña[1]
- Ministre du Développement humain, des Familles et des Affaires des peuples autochtones : Dolores Balderamos-Garcia[1]
- Ministre de la Santé : Pablo Marin (en) puis Michel Chebat (en)[1]
- Ministre de l'Éducation, de la Culture, de la Science et la Technologie : Francis Fonseca[1]
- Ministre de l'Agriculture : Jose Abelardo Mai[1]
- Ministre du Développement durable, du Changement climatique et de la gestion des risques : Orlando Habet[1]
- Ministre du Tourisme : Anthony Mahler[1]
- Ministre de l’Économie bleue et de l'aviation civile : Andre Perez[1]
- Attorney General : Magali Marin Young[1]

## Statistiques
- Conséquence de la pandémie, le P.I.B. baisse de 14 % pour l'année 2020 et la dette publique augmente fortement[2].

## Évènements
- Pandémie de Covid-19 au Belize

### Janvier
- 7 janvier : alors que la saison de récolte de la canne à sucre va commencer, les producteurs s'attendent déjà à une baisse de 30 % de la production en raison de la sécheresse prolongée de l’année précédente[3].
- 11 janvier : début du tournoi de clôture du championnat du Belize de football.
- 14 janvier : le service des impôts du Belize assure que la compagnie Belize Telemedia Limited doit plusieurs millions de dollars d’impôts au gouvernement. La compagnie BTL nie catégoriquement. Les impayés concernent la taxe sur les produits et services. Un avis juridique est demandé pour trancher la question[4].
- 28 janvier : un tremblement de terre de magnitude 7,7 s'est produit à environ 130 kilomètres de la Jamaïque, causant une alerte au tsunami dans le pays[5].
- 29 janvier : visite de la vice-présidente de la république de Colombie, Marta Lucía Ramírez[6].
- 30 janvier : l’Organisation mondiale de la santé déclare que l’épidémie de coronavirus constitue une urgence de portée internationale[7].
- 31 janvier : la Cour suprême déclare 1,5 milliard de dollars de dépenses gouvernementales inconstitutionnelles. La plainte a été déposée le 6 mars 2019 contre le Premier ministre et ministre des Finances Dean Barrow. Parmi ces dépenses, est remis en cause la légalité des dépenses gouvernementales des fonds Petrocaribe[8].

### Février
- 5 février : deux universités de médecine du Belize sont radiées par le Medical Council of India à la suite de plaintes. Les deux institutions ne disposent pas d'installations adaptées pour dispenser des cours à leurs étudiants[9].
- 11 février : l'Institut national de la culture et de l'histoire (NICH) lance le site web Belize Living Heritage. Le site promeut les compétences culturelles, traditions et connaissances pratiquées et sauvegardées dans les communautés du Belize[10].

### Mars
- Avec de plus en plus de pays interdisant les voyages non indispensables à l'international, les effets de la pandémie de Covid-19 affectent lourdement l'industrie touristique du pays[11].
- 6-10 mars : épreuve de La Ruta Maya (en), marathon de canoë-kayak[12].
- 18 mars : Covid-19 : les écoles sont suspendues pour deux semaines. Les cours ne reprendront qu'au 20 avril, après les vacances de Pâques[13].
- 19 mars : Covid-19 : les services religieux tels que les messes sont suspendus[14].
- 23 mars : Covid-19 : premier cas confirmé de Covid-19 au Belize[15] ; une femme à San Pedro, sur l'île de Caye Ambergris. Les autorités imposent une quarantaine de 72 heures à toute l'île avec interdiction de sortir de chez soi[16].
- 25 mars :
  - le Sénat approuve un budget de un milliard de dollars dont 25 millions iront à l'industrie du tourisme en réponse aux effets de la COVID-19[17].
  - le confinement sur l'île de Caye Ambergris passe à 30 jours[18].
  - le Belize reçoit de l'aide de Cuba sous forme d'une équipe médicale d'experts[19].
- 26 mars : Covid-19 : le gouvernement met en place des mesures de sécurité pour éviter la propagation : limitation des rassemblements et distanciation sociale[20].
- 28 mars : Covid-19 : de nouvelles mesures sont prises, ainsi toute personne revenant d'un voyage à l'étranger devra suivre une quarantaine de 21 jours[21].
- Après le premier cas de Covid-19, le pays s'équipe en matériel médical. Plus de 2 millions de dollars sont ainsi dépensés, avec parmi le matériel, plus de 30 respirateurs[22],[23].

### Avril
- 1er avril : Covid-19 : confinement national pour 30 jours dans le cadre de la pandémie de Covid-19[24].
- 5 avril : Covid-19 : première mort due au Covid-19[25].
- 7 avril :
  - Michelle Arana devient la première femme du Belize à occuper le poste de juge président de la Cour suprême[26].
  - Covid-19 : en raison de trois infections à la Covid-19 et d'un décès, le district de Cayo est sous confinement pour quatorze jours. Toute entrée ou sortie du district est interdite sauf pour les services essentiels[27].
- 15 avril :
  - la filière de production de volailles est lourdement affectée par toutes les restrictions. L'un des plus gros producteurs du pays, Quality Poultry Products, a vu ses ventes chuter de 50 %. La question du stockage d'oiseaux vivants commence à poser soucis en raison de faibles ventes[28].
  - Covid-19 : en raison de tensions entre le secteur privé et le secteur public, une restriction est imposée aux médecins : dorénavant les docteurs ne pourront pas se déplacer d'un établissement à l'autre. Un médecin du privé devra rester dans un établissement privé et vice-versa[29].
- 16 avril : Covid-19 : le confinement des mineurs de moins de 16 ans est prolongé[30]. Les écoles restent fermées[31].
- 23 avril : la filière de l'élevage bovin est dans une impasse. Avec les frontières fermées en raison de la pandémie, les exportations des animaux sont interdites. Les éleveurs se retrouvent avec un grand nombre d'animaux, en pleine saison sèche (et donc moins de nourriture pour les animaux) et avec un marché intérieur limité (en effet, les béliziens consomment peu de viande bovine)[32].
- 28 avril : Covid-19 : le Sénat prolonge l’état d’urgence de soixante jours[33].
- 30 avril : Covid-19 : certains magasins et entreprises commencent à rouvrir sous conditions comme les coiffeurs et barbiers[34], ou les hôtels[35].
- En plus de devoir faire face au Covid-19, le pays fait à nouveau face à une sécheresse sévère. Plusieurs feux agricoles déclenchent des incendies de forêts au début du mois et qui deviennent incontrôlables[36]. Tout au long du mois, plusieurs régions font face à d'importants dégâts. Dans le district de Toledo, une plantation de cacaoyers est détruite, causant une perte évaluée à 1 million de dollars[37]. En fin de mois, le district de Cayo est débordé face aux feux[38].

### Mai
- 14 mai : avec les dépenses liées à la gestion de la crise, le gouvernement fait face à un déficit croissant de plus de trois cents millions de dollars[39].
- 15 mai : Covid-19 : passage du Statutory Instrument 72 avec allègement de certaines restrictions pour permettre au public de circuler et changer d'air tout en suivant les consignes de distanciation, et en conservant le couvre feu du soir[40]. (Relance du tourisme intérieur)
- 20 mai : Covid-19 : en l'absence de cas positif depuis plus de 30 jours, le gouvernement ouvre la possibilité aux Béliziens expatriés de rentrer au pays[41].
- 27 mai : la filière touristique qui représente 45 % du P.I.B. du pays, souffre de la pandémie. La baisse commence à se faire sentir dès la fin du mois de mars[42] et plusieurs compagnies renvoient leurs employés chez eux[43].
- 29 mai : Covid-19 : 46 jours depuis le dernier cas de Covid-19, mais le nombre de malades continuent d'augmenter dans les pays voisins ; pour cette raison, l'aéroport international et les frontières restent fermés jusqu'à nouvel ordre[44],[45].

### Juin
- 2 juin : une dépression tropicale provoque de fortes pluies et des inondations dans les régions du nord et du centre du Belize[46]. Les inondations provoquent de graves dégâts dans les champs. Les cultures de riz, de cannes à sucre et de choux sont dévastées dans les jours qui suivent[47],[48],[49].
- 5 juin : Covid-19 : après 53 jours sans cas positif de Covid-19, un nouveau cas est détecté[50].
- 9-10 juin : à la suite des pluies, l'eau du fleuve Río Hondo continue de monter et force les communautés vivant sur ses bords d'évacuer les villages[51],[52].
- 11 juin : les feux de forêts, démarrés en avril, ont touché trois zones protégées : la réserve forestière de Vaca (en), la réserve archéologique de Caracol et le parc national de Chiquibul, pour une surface brûlée de 8 984 ha[53].
- 15 juin : alors que la saison de pêche au homard démarre, les pêcheurs inquiets demandent au gouvernement d'intervenir pour contrôler les prix. En effet, le prix au kilo est à 24 dollars béliziens soit un prix divisé par deux par rapport à l'année précédente[54].
- 18 juin : d'importantes pluies tombées durant la nuit ont provoquées de gros dégâts sur la Western Highway et la Hummingbird Highway, bloquant la circulation[55]. Autre conséquence, le niveau des cours d'eau augmentent, poussant des familles à évacuer les zones touchées[56].
- 23 juin : une alerte signalant l'arrivée d'un important panache de poussière du Sahara (en) est lancée ; l'intensité du phénomène est responsable d'une baisse de la qualité de l'air[57].
- 26 juin : annonce du rachat de la Banque Scotia Belize par la Belize Bank (en)[58].
- 30 juin : la Cour caribéenne de justice rend son jugement dans l'affaire opposant la Belize International Services Limited (B.I.S.L.) et le gouvernement du Belize et donne raison à la B.I.S.L. En 2013, le gouvernement de Barrow renationalise de manière brutale et unilatéralement le registre international de la marine marchande du Belize (en) (IMMARBE) que la B.I.S.L. gérait depuis 23 ans. Celle-ci porte plainte et demande 45 millions de dollars américains de dédommagements[59],[60],[61]. Après jugement, le gouvernement du Belize doit payer 90 millions de dollars béliziens plus les intérêts. Le premier ministre Dean Barrow affirme qu'ils ne paieront pas[62].

### Juillet
- 1er juillet : Covid-19 : l'état d'urgence et le couvre feu en place depuis trois mois sont levés[63],[64].
- 21 juillet : éprouvés par la pandémie, les hôpitaux cherchent à faire des économies en réalisant des coupes dans le budget[65].
- 22 juillet : la Port of Belize Limited (PBL) qui gère le port du Belize depuis 2002[66], licencie 36 employés. Le syndicat Christian Workers' Union (CWU) lance alors une grève des dockers, paralysant le port[67].
- 28 juillet :
  - rappel de plusieurs produits, principalement des désinfectants, en provenance du Mexique. Ils contiennent tous du méthanol, une substance toxique[68].
  - l'université du Belize doit faire face à un déficit de 7,1 millions de dollars[69].
- 29 juillet : le service postal du Belize (Belize Postal Service) émet une série de timbres. Cette émission remplace l'ancienne émission courante datant de 2005. Elle met en scène des oiseaux du Belize et la valeur des timbres varient de 5 cents à 10 dollars[70].
- 30 juillet : la grève au port s'éternisant, le Premier ministre annonce son intention de nationaliser le port. La Port of Belize Limited indique que si cette nationalisation devait avoir lieu, elle réclamerait 85 millions de dollars[71].
- 31 juillet :
  - lancement du Economic Recovery Strategy for Belize (« Stratégie de relance économique pour le Belize »), un plan économique destiné à redresser l'économie sinistrée à cause de la pandémie. Les principales filières concernées par ce plan sont le tourisme et l'agriculture[72].
  - dans le cadre de la grève du port, la PBL et le CWU n'arrivant pas à un accord sur une nouvelle convention collective, une équipe du ministère du Travail aide aux négociations[73].

### Août
- 3 août : la PBL et le CWU arrivent à un accord et signent une convention collective pour les dockers. Les négociations pour une nouvelle convention collective pour d'autres employés continuent[74].
- 15 août : Covid-19 : la réouverture de l'aéroport international et du tourisme extérieur étaient prévus[75], mais avec l'augmentation de cas de Covid-19, c'est à nouveau reporté[76].
- 27 août :
  - formalisation du commerce du bétail avec le Guatemala. Les exportations illégales ont été monnaie courante pendant plusieurs décennies[77].
  - Pablo Marin (en), ministre de la Santé, est victime d'un cambriolage dans sa demeure de Corozal Town et tue le voleur[78].
- 29 août : le phare de Hunting Caye est officiellement renommé phare de Thomas « Lester » Garbutt, nom du gardien du phare de 1961 à 2001[79].
- 31 août : Covid-19 : le nombre de malades atteint par la COVID-19 a augmenté pendant tout le mois et dépasse dorénavant les mille cas positifs[80]. Le bilan officiel est de treize morts depuis le début de la pandémie[81].

### Septembre
- 2 septembre : arrivée de l'ouragan Nana. Après son passage, les dégâts sont évalués à environ 5,4 millions de dollars[82]. Les cultures de bananes ont été particulièrement touchées[83].
- 8 septembre : Said Musa, ancien premier ministre, annonce sa retraite et se retire de la vie politique[84].
- 21 septembre : Fête nationale.
- 24 septembre : inauguration de la John Smith Link Road. Cette route de 8 km relie la route d'accès à l'aéroport à la George Price Highway[85].
- 30 septembre : la Southern Highway est renommée Thomas Vincent Ramos Highway[86].

### Octobre
- 1er octobre : un vol international venu de Miami atterrit à l'aéroport international Philip S. W. Goldson. C'est le premier depuis la suspension des vols six mois plus tôt[87].
- 12 octobre : alors que la prison centrale du Belize (Belize Central Prison) durcie ses règles de confinement en raison de nombreux cas de COVID-19 au sein du bâtiment[88], les prisonniers se révoltent. Après une prise d'otages de trois agents pendant presque cinq heures, 28 détenus réussissent à s'évader. Très vite, trois sont repris et un quatrième est abattu. La police se lance à la poursuite des autres[89],[90],[91].
- 19 octobre : Covid-19 : le bilan officiel passe à 45 morts[92].

### Novembre
- à partir du 4 novembre, le passage de l'ouragan Eta apporte de très fortes pluies qui causent une montée des eaux et d'importantes inondations[93]. Quelques jours plus tard, le 9 novembre, l'eau commence à redescendre dans certaines zones mais laisse de gros dégâts sur son passage, sans qu'il y ait eu des victimes[94]. Au moment où Eta se dissipe, l'ouragan Iota touche le Nicaragua et le Honduras. Bien que plus au sud que le Belize, l'ouragan amène de nouvelles pluies très importantes sur le pays et aggravent les inondations[95],[96]. À la fin du mois, le Belize est encore sous l'eau dans de nombreuses régions, les cultures et les troupeaux ont soufferts de la catastrophe et de nombreuses familles ont dues être évacuées[97],[98].
- 6 novembre : l'utilisation de filets maillants pour la pêche est officiellement interdite dans les eaux du Belize[99].
- 11 novembre : Élections législatives
- 12 novembre : Johnny Briceño remplace Dean Barrow au poste de Premier ministre[100].
- 23 novembre : Johnny Briceño contracte la Covid-19 mais est asymptomatique[101].
- 30 novembre : Covid-19 : le bilan officiel passe à 147 morts[102].

### Décembre
- 1er décembre : le résultat de l'enquête sur l'évasion de la prison centrale du 12 octobre est rendue publique. L'enquête révèle la négligence de six agents pénitentiaires : un est licencié et les cinq autres font l'objet de sanctions disciplinaires[103]. Sur les 28 évadés, trois sont toujours en fuite[104].
- 11 décembre : en raison de la crise économique, le gouvernement annonce une baisse de 10 % du salaire des ministres à partir du 1er janvier 2021[105].

## Décès
- 6 février : Richard Harrison, homme d'affaires et fondateur de La Ruta Maya (en) en 1998[106]
- 15 avril : Dorick M. Wright (en), prélat[107]
- 23 ou 24 mai : Candy Gonzalez, environnementaliste et fondatrice de l’Institut bélizien de droit et de politique environnementale (BELPO)[108]
- 29 octobre : Ainslie Leslie, homme politique et ancien ministre[109]
- 11 décembre : David Vega, homme politique[110]
- 19 décembre : Fred Hunter (en), homme politique et ancien ministre[111]
- 20 décembre : Zee Edgell, journaliste et écrivaine